# Isla del Caño
Die Isla del Caño ist eine kleine Insel vor der Westküste Costa Ricas im Pazifischen Ozean. Sie ist Bestandteil der Provinz Puntarenas und des Corcovado-Nationalparks.

## Geographie
Isla del Caño liegt 16 km westlich von Punta Llorona an der Osa-Halbinsel. Die Insel ist 3,2 km lang und maximal 1,5 km breit und hat eine Fläche von 3,0 km². Abgesehen von einer permanent besetzten Rangerstation ist die Insel unbewohnt. Sie ist von einer Steilküste umgeben und steigt zu einer maximal 123 Meter hohen Ebene im Innern an. Am westlichen Ende steht ein Leuchtturm.

## Fremdenverkehr
Die Korallenriffe und die Meeresfauna (Rochen, Delphine, Seeschildkröten, Wale und zahlreiche Fischarten) um die Insel sind zum Schnorcheln und Tauchen geeignet. Auch die Strände der Insel sind beliebt. Mit dem Boot sind einstündige Überfahrten von der Drake-Bucht möglich sowie von Manuel Antonio aus, von dort aber mit einer längeren Bootsfahrt verbunden.

## Naturschutz
Zum 1978 gegründeten Schutzgebiet der Insel 15 km vor der Küste gehören etwa 3 km² Land- und 58 km² Meeresfläche. Die Insel ist dicht mit tropischem Regenwald bestanden. Es gibt eine Fülle von Pflanzen-, 13 verschiedene Landvogel- und etliche Meeresvogelarten. Die einzigen Säugetiere sind Schweine und Pakas.

## Geschichte
In präkolumbischer Zeit haben Brunca-Indianer Grabstätten errichtet, deren Ausgrabungen zu besichtigen sind. Auf der Insel sind auch einige der Steinkugeln von Costa Rica gefunden worden. Am 16. März 1579 landete Sir Francis Drake bei seiner Weltumsegelung auf der Insel, setzte sein Schiff Golden Hinde instand und bunkerte Holz, Proviant und Wasser.